# Modrak
Modrak (znanstvano ime Spicara maena) je vrsta morskih rib, ki je razširjena ob obalah vzhodnega Atlantika, Sredozemskega in Črnega morja. Najdemo ga tudi v vodah slovenskega morja. Samci v dolžino dosežejo do 25 cm, samice pa do 21 cm. Ponekod predstavlja gospodarsko pomembno ribo.

## Opis
Zgornja čeljust pri modraku je daljša od spodnje, v ustih pa ima več vrst majhnih zob. Hrbtna plavut ima enajst bodic in dvanajst žarkov, predrepna plavut pa tri bodice in devet do deset mehkih žarkov. Ob pobočnici ima modrak 68 do 70 lusk. Osnovna barva hrbta je modro-siva, boki so srebrni, posuti z majhnimi temnimi pegami. Običajno ima nad prsno plavutjo večjo temno pego. Modrak se preko svojega življenjskega okolja pojavlja v več variacijah, zaradi česar ima veliko sinonimov, pogosto pa ga zamenjujejo tudi z menolo (Spicara smaris).

## Razširjenost
Modrak je razširjen v obalnih vodah vzhodnega Atlantika, Sredozemskega in Črnega morja. V Atlantiku se njegovo življenjsko področje razteza od Maroka in Kanarskih otokov pa vse do Portugalske. Običajno se zadržuje na globinah med 30 in 90 metri, najraje na peščenih in blatnih tleh ter med morsko travo.

## Biologija
Modrak se združuje v jate in se hrani z raznimi majhnimi talnimi nevretenčarji in  zooplanktonom. Je hermafrodit, saj so v mladosti vsi modraki samice, kasneje pa spremenijo spol in postanejo samci. Med študijo v Egejskem morju so znanstveniki ugotovili, da se spol spremeni med dolžinami 14,5 cm in 15 cm ter, da so vsi modraki, daljši od 18 cm, samci. Podobna študija, ki so jo izvedli znanstveniki v osrednjem delu vzhodnega Jadrana je pokazala, da se tam spol modrakov začne spreminjati pri dolžinah med 17,5 in 18 cm ter, da so vsi modraki nad dolžino 19,8 cm, samci. Samice spolno dozorijo pri dveh letih, drstenje pa poteka v Egejskem morju med marcem in junijem ter med avgustom in oktobrom v zahodnem Sredozemlju. Samec po parjenju v mulj ali pesek izkoplje plitvo jamico, kamor samica odloži ikre.